# Alfred Wachsmann
Alfred Wachsmann (Schöneck, 21 de janeiro de 1907 — Lisboa, 1998), conhecido em Portugal pelo nome de Alfredo (Fred) Vasques Homem, foi um médico e escritor de origem alemã, naturalizado português, apologista das curas naturais. Deixou uma vasta obra publicada sobre diversas temas, mas com destaque para a naturopatia e o vegetarianismo. Por ser judeu, consta da lista dos médicos perseguidos na Alemanha Nazi, tendo sido demitido, provavelmente em 1933, do serviço municipal de saúde de Berlim, para o qual trabalhava no Hospital Municipal Rudolf Virchow (Städtisches Rudolf-Virchow-Krankenhaus) como médico assistente, e emigrado seguidamente para Portugal.

## Biografia
Médico judeu, era médico assistente no Hospital Municipal Rudolf Virchow (Städtisches Rudolf-Virchow-Krankenhaus), de Berlim, quando foi demitido pelas autoridades da Alemanha Nazi. Exilou-se para Portugal, onde em 1936 já tinha consultório em Lisboa. Nesse ano, o ministro alemão em Lisboa, Oswald von Hoyningen-Huene, num relatório sobre as condições de trabalho dos imigrantes judeus alemães em Portugal, dirigido ao Auswärtiges Amt, refere que Wachsmann tinha um consultório médico em Lisboa, patrocinado por dois médicos portugueses.
Mais tarde, Wachsmann adoptaria o nome português de Alfredo Vasques Homem e ganharia notoriedade como praticante de medicina natural, com um vasto número de obras publicadas.

## Obras
Entre outras, é autor das seguintes obras:
Sob o nome de Vasques Homem
- Neonaturoterapia racionalista. Lisboa : Medicina Natural, 1979.
- Manual de massagem : médica, desportiva e estética, ginástica reeducativa. Lisboa : Progresso, 1978.
- Como curar angústia e complexos. Lisboa : Livr. Progresso Editora, 1960.
- Bicos de papagaio (espondilose). Lisboa : Progresso, 1974.
- Melhores nervos melhor sono Lisboa : Progresso, 1963.
- Viver com doenças incuráveis. Lisboa : Progresso, 1971.
- Curas sem operação. Lisboa : Progresso Editora, 1964.
- Manual de massagem : médica, desportiva e estética, ginástica reeducativa. Lisboa : Progresso, 1966.
- Guia da cura sexual. Lisboa : Livr. Progresso Editora. 1969.
- Nutrição, dietas e cura natural. Lisboa : Livraria Progresso, 1961.
- Viver com doenças incuráveis : Milagre e Fá na Cura. Colecção Vida e Saúde, n.º 10. Lisboa : Livraria Progresso Editora, 1971.
- Quem é Alguém: Dicionario biográfico das personalidades em destaque do nosso tempo. LIsboa : Portugália Editora, Lda., 1947.
- Bridge em comprimido. Lisboa: Edição da Casa Senna, 1947.
- A química que mata. Lisboa : Estúdios Cor. 1961.

Como Fred Wachsmann
- Reabilitada : romance. Lisboa : [s.n.], 1945.
- Os meios físicos e naturais na profilaxia e cura. [S.l. : s.n.], 1948.
- Como eu vi a serra da Estrela. [S.l. : s.n., 1951.
- Forças e curas psíquicas em doenças orgânicas e nervosas. [S.l. : s.n.], 1951.
- Os Padres Faria : ficção histórica em 4 actos. [S.l. : s.n.], 1950.
- Pela vitória do espírito. Lisboa : Couto Martins, 1951.
- Medicina natural : cadernos populares (com Isidoro Duarte Santos). Lisboa : [s.n.], 1953.
- Pela vitória do espírito : estudo filosófico comparativo das doutrinas materialistas, neopositivistas, espiritualistas e esótericas, visando os principais problemas da astronomia, da física da matéria e da genética. Lisboa : Ed. Couto Martins, 1943.
- 15 conselhos para viver sempre jovem, feliz, mais tempo e com saúde. [S.l. : s.n.], 1952.
- Pela vitória do espirito : estudo filosófico comparativo das doutrinas materialistas neopositivistas, espiritualistas e esotéricas. Lisboa : Couto Martins, 1943.
- Milagre e fé na cura : estudo clínico do misterioso poder dos curadores. Lisboa : [s.n.], 1953.
- Eu vim de Paris?.... Coimbra : Coimbra Editora, 1949.